# Iwan Pawlowitsch Towstucha

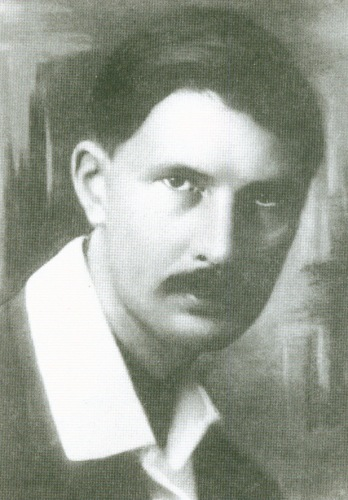
Iwan Towstucha

Iwan Pawlowitsch Towstucha (russisch Иван Павлович Товстуха, wiss. Transliteration Ivan Pavlovič Tovstucha; * 10. Februarjul. / 22. Februar 1889greg. in Beresna, Gouvernement Tschernigow; † 9. August 1935 in Moskau) war von 1918 bis 1935 Sekretär Stalins.

## Leben
Towstucha wurde in der Familie eines Gutsverwalters geboren. Als Realschüler nahm er an der Revolution von 1905 teil. Im Jahre 1909 wurde er verhaftet und in das sibirische Gouvernement Irkutsk verbannt, von wo er 1912 ins Ausland fliehen konnte. Zunächst hielt er sich in Österreich-Ungarn auf, ging jedoch kurze Zeit später nach Frankreich, wo er als Heizer und Taxifahrer arbeitete. Towstucha schloss sich zuerst der SFIO an und wurde Mitglied der Pariser Taxifahrer-Gewerkschaft, fand jedoch bereits 1913 Anschluss an die Pariser Gruppe der Bolschewiki.
Im Zuge der Februarrevolution 1917 kehrte Towstucha nach Russland zurück. Nach der Oktoberrevolution war er bis März 1918 im Stab der Roten Garden tätig, anschließend im Volkskommissariat für Nationalitätenfragen, wo er zum engsten Vertrauten des Volkskommissars Josef Stalin wurde. Als Stalin 1921 in das ZK der RKP(b) wechselte, wurde Towstucha ebenfalls dorthin verlegt. Ab 1922 war Towstucha Stalins Privatsekretär, ab 1927 Leiter des Büros des Generalsekretärs der Partei. Dort wirkte er als Ghostwriter an vielen Reden Stalins mit. 1922 schrieb Towstucha die erste offizielle Biographie seines Vorgesetzten, die zunächst als ein Lexikonbeitrag erschien und 1927 als selbständige Veröffentlichung in einer Auflage von 50.000 Stück gedruckt wurde. Auch legte Towstucha im Auftrag seines Vorgesetzten Listen von Unterstützern der parteiinternen Oppositionsbewegungen der 1920er Jahre an, welche später während der Stalinschen Säuberungen Verwendung fanden.
Neben seiner Tätigkeit als Stalins Sekretär wirkte Towstucha ab 1931 als stellvertretender Direktor am Moskauer Marx-Engels-Lenin-Institut. 1934 wurde er Kandidat des ZK der WKP(b). 1935 starb Towstucha an Tuberkulose. Seine Urne wurde an der Kremlmauer in Moskau beigesetzt. Seine Nachfolge als Sekretär Stalins übernahm Alexander Nikolajewitsch Poskrjobyschew.